# Митряков, Вадим Юрьевич
Вади́м Ю́рьевич Митряко́в (род. 18 апреля 1991, Кемерово) — российский хоккеист, левый нападающий клуба Чемпионата Казахстана «Актобе». Является серебряным призёром Молодёжной хоккейной лиги (МХЛ, 2010), чемпионом Казахстана (2019), бронзовым призёром Зимней Универсиады (2013).

## Биография
Вадим Юрьевич Митряков родился 18 апреля 1991 года в городе Кемерово Кемеровской области.
В возрасте 2 лет вместе с родителями переехал в город Новокузнецк Кемеровской области.
Вадим Митряков является воспитанником новокузнецкого «Металлурга». С 2007 по 2009 год играл за фарм-клуб «Металлург-2» в Первой лиге. C 2009 года Вадим выступал за созданную молодёжную команду «Кузнецкие Медведи». Вместе с командой нападающий дошёл до финала МХЛ, где «медведи» уступили «Стальных Лисам», тем самым завоевав серебряные медали. 26 декабря 2010 года в игре против «Амура» Митряков дебютировал в составе «Металлурга». Свою первую шайбу в КХЛ он забросил в своём четвёртом поединке, в матче с «Авангардом», забросив шайбу в ворота Карри Рямё. В сезоне 2011/12 Митряков отыграл в КХЛ 7 матчей. В «Кузнецких Медведях» Вадим показывал результативную игру, набирая в среднем большего одно очка за матч.
В сезоне 2012/13 Митряков сумел закрепиться в КХЛ. Хотя в начале сезона с игроком случилась неприятная ситуация: на пешеходном переходе его сбил автомобиль. Хоккеист избежал серьёзных повреждений. В концовке сезона игрок был отправлен в фарм-клуб «Металлурга» в Высшей хоккейной лиге (ВХЛ) — «Ариада-Акпарс». В плей-офф Вадим помог волжскому клубу добиться своего наивысшего результата в истории — бронзовых медалей ВХЛ. В следующем сезоне игрок продолжил выступать в родном клубе. В декабре 2013 года Митряков принял участие в Зимней Универсиаде в Трентино в составе студенческой сборной России. Он учился в Кузбасской государственной педагогической академии. В сборной играли также одноклубники Митрякова — Константин Турукин и Юрий Назаров. По итогам этого турнира сборная России завоевала бронзовые медали, выиграв в матче за третье место американскую сборную.
Сезон 2014/15 Митряков полностью провёл в составе «Металлурга». Всего в сезоне нападающий провёл 35 матчей, в которых набрал 6 (2+4) очков за результативность. В мае 2015 года Митряков продлил контракт с родным клубом ещё на один год.
С 21 декабря 2016 года играл за ХК «Бейбарыс».
В июле 2020 года продолжил карьеру в ХК «Актобе».

## Статистика
| Легенда | Легенда                    | Легенда | Легенда                   | Легенда | Легенда    |
| ------- | -------------------------- | ------- | ------------------------- | ------- | ---------- |
| И       | Количество проведённых игр | Штр     | Штрафное время            | +/−     | Плюс-минус |
| Г       | Голы                       | П       | Голевые передачи          | О       | Очки       |
| -       | Статистика неизвестна      | —       | Статистика не учитывалась |         |            |

### Клубная
- a В «Плей-офф» учитывается статистика игрока в Кубке Надежды.

## Достижения
Командные
| Год  | Команда           | Достижение                             | Достижение |
| ---- | ----------------- | -------------------------------------- | ---------- |
| 2010 | Кузнецкие Медведи | Серебряный призёр МХЛ                  |            |
| 2013 | Ариада-Акпарс     | Бронзовый призёр ВХЛ                   |            |
| 2013 | Россия (студ.)    | Бронзовый призёр Универсиады           |            |
| 2017 | Бейбарыс          | Серебряный призёр Кубка Казахстана     |            |
| 2018 | Бейбарыс          | Бронзовый призёр чемпионата Казахстана |            |
| 2019 | Бейбарыс          | Чемпион Казахстана                     |            |
| 2019 | Бейбарыс          | Бронзовый призёр Кубка Казахстана      |            |